# Ярковский сельсовет (Доволенский район)
Ярковский сельсовет — сельское поселение в Доволенском районе Новосибирской области Российской Федерации.
Административный центр — село Ярки.

## История
Статус и границы сельского поселения установлены Законом Новосибирской области от 2 июня 2004 года № 200-ОЗ «О статусе и границах муниципальных образований Новосибирской области»

## Население
| 2002 | 2010 | 2012 | 2013 | 2014 | 2015 | 2016 |
| ---- | ---- | ---- | ---- | ---- | ---- | ---- |
| 1035 | ↘795 | ↘772 | ↘755 | ↘748 | ↘721 | ↘712 |
| 2017 | 2018 | 2019 | 2020 | 2021 |      |      |
| ↘704 | ↘691 | →691 | ↗693 | ↘683 |      |      |

## Состав сельского поселения
| № | Населённый пункт | Тип населённого пункта       | Население |
| - | ---------------- | ---------------------------- | --------- |
| 1 | Кротово          | деревня                      | ↘122      |
| 2 | Хромовский       | посёлок                      | ↘86       |
| 3 | Ярки             | село, административный центр | ↘587      |